# Campeonato Provincial de Clubes de Primera División
El Campeonato Provincial de Clubes de Primera División (conocido popularmente como Provincial), es el torneo de fútbol más importante que organiza y fiscaliza la Federación Cordobesa de Futbol (FCF), en el que participan los equipos de la Provincia de Córdoba.
Cada final de campeonato, se otorga 1 plaza para la participación en el Torneo Regional Federal Amateur.

## Historia
Luego de que la Federación Cordobesa de Fútbol (FCF) fuera fundada el 30 de octubre de 1976, organiza el primer Campeonato Provincial de Clubes de Primera División en el año 1977. El primer campeón fue el Club Alumni. En el año 1980 le es retirada la personería jurídica y la Asociación Cordobesa de Fútbol obtiene el permiso provisional como liga única.
Entre los años 1981 y 1985, el Provincial (organizado por la Asociación Cordobesa de Fútbol, ACF) otorgaba una plaza al extinto Torneo Nacional.

En el año 1994, la Federación Cordobesa de Fútbol es refundada y obtiene el permiso como liga única, y vuelve a organizar el Provincial.
Provincial organizado por la FCF: (1977 - 1980) - (1994 - presente). 
 Provincial organizado por la ACF: (1981 - 1994).

## Campeones por año
| Club      | Club                                                   | Año     |
| --------- | ------------------------------------------------------ | ------- |
|           | Alumni (Villa María)                                   | 1977    |
|           | Estudiantes (Río Cuarto)                               | 1978    |
|           | Mitre (General Baldissera)                             | 1979    |
|           | Almafuerte (Las Varillas)                              | 1980    |
|           | Unión (San Vicente)                                    | 1980/81 |
|           | Racing (Córdoba)                                       | 1981/82 |
|           | Club Social y Deportivo Melo (Melo)                    | 1982    |
|           | Estudiantes (Río Cuarto)                               | 1983    |
|           | Belgrano (Córdoba)                                     | 1983/84 |
|           | Belgrano (Córdoba)                                     | 1984/85 |
|           | Belgrano (Córdoba)                                     | 1985    |
|           | Estudiantes (Río Cuarto)                               | 1986    |
|           | Sarmiento (Leones)                                     | 1987    |
|           | Sportivo Belgrano (San Francisco)                      | 1988    |
|           | Juniors (Córdoba)                                      | 1989    |
|           | Estudiantes (Río Cuarto)                               | 1990    |
|           | Alumni (Villa María)                                   | 1991    |
| Argentino | Argentino (Monte Maíz)                                 | 1992    |
|           | Lautaro Roncedo (Alcira Gigena)                        | 1993    |
|           | Club Atlético Central (Río Segundo)                    | 1993/94 |
|           | Complejo Deportivo Teniente Origone (Justiniano Posse) | 1994/95 |
| Pascanas  | Atlético (Pascanas)                                    | 1995/96 |
|           | Sportivo Colonia Tirolesa (Colonia Tirolesa)           | 1996/97 |
|           | Sportivo Colonia Tirolesa (Colonia Tirolesa)           | 1997/98 |
|           | Juventud Católica (Río Segundo)                        | 1998/99 |
|           | Talleres (Las Acequias)                                | 1999/00 |
|           | Alumni (Villa María)                                   | 2001    |
|           | Unión Central (Villa María)                            | 2002    |
|           | Matienzo (Monte Buey)                                  | 2003    |
|           | Deportivo Moto Kart (Jovita)                           | 2003/04 |
|           | Deportivo Moto Kart (Jovita)                           | 2005    |
|           | Leandro N. Alem (Villa Nueva)                          | 2006    |
|           | Juventud Unida (Villa Huidobro)                        | 2007    |
|           | D.Y.C. Serrano (Serrano)                               | 2008    |
|           | Matienzo (Monte Buey)                                  | 2009    |
|           | Jorge Ross (La Carlota)                                | 2010    |
|           | Atlético Ascasubi (Villa Ascasubi)                     | 2011    |
|           | Jorge Ross (La Carlota)                                | 2012    |
|           | Jorge Ross (La Carlota)                                | 2013    |
|           | Bell (Bell Ville)                                      | 2014    |
|           | Atlético Ascasubi (Villa Ascasubi)                     | 2015    |
|           | Vecinos Unidos (Río Tercero)                           | 2016    |
|           | Sportivo Norte (Laboulaye)                             | 2017    |
|           | Estudiantes (General Levalle)                          | 2018    |
|           | D.Y.C. Serrano (Serrano)                               | 2019    |
|           | Olimpo (Laborde)                                       | 2020/21 |
|           | Central Argentino (La Carlota)                         | 2022    |
|           | Lambert (Monte Maíz)                                   | 2023    |
|           | Matienzo (Monte Buey)                                  | 2024    |

## Palmarés
| Club     | Club                                                   | C |
| -------- | ------------------------------------------------------ | - |
|          | Estudiantes (Río Cuarto)                               | 4 |
|          | Belgrano (Córdoba)                                     | 3 |
|          | Alumni (Villa María)                                   | 3 |
|          | Jorge Ross (La Carlota)                                | 3 |
|          | Matienzo (Monte Buey)                                  | 3 |
|          | Atlético Ascasubi (Villa Ascasubi)                     | 2 |
|          | Sportivo Colonia Tirolesa (Colonia Tirolesa)           | 2 |
|          | Club Deportivo Moto Kart (Jovita)                      | 2 |
|          | D.Y.C. Serrano (Serrano)                               | 2 |
|          | Racing (Córdoba)                                       | 1 |
|          | Club Social y Deportivo Melo (Melo)                    | 1 |
|          | Olimpo (Laborde)                                       | 1 |
| Pascanas | Atlético (Pascanas)                                    | 1 |
|          | Argentino (Monte Maíz)                                 | 1 |
|          | Lambert (Monte Maíz)                                   | 1 |
|          | Talleres (Las Acequias)                                | 1 |
|          | Estudiantes (General Levalle)                          | 1 |
|          | Club Atlético Central (Río Segundo)                    | 1 |
|          | Unión Central (Villa María)                            | 1 |
|          | Complejo Deportivo Teniente Origone (Justiniano Posse) | 1 |
|          | Sarmiento de Leones (Leones)                           | 1 |
|          | Bell (Bell Ville)                                      | 1 |
|          | Vecinos Unidos (Río Tercero)                           | 1 |
|          | Juventud Católica (Río Segundo)                        | 1 |
|          | Juventud Unida (Villa Huidobro)                        | 1 |
|          | Leandro N. Alem (Villa Nueva)                          | 1 |
|          | Sportivo Norte (Laboulaye)                             | 1 |
|          | Almafuerte (Las Varillas)                              | 1 |
|          | Unión (San Vicente)                                    | 1 |
|          | Juniors (Córdoba)                                      | 1 |
|          | Sportivo Belgrano (San Francisco)                      | 1 |
|          | Lautaro Roncedo (Alcira Gigena)                        | 1 |
|          | Central Argentino (La Carlota)                         | 1 |
|          | Mitre (General Baldissera)                             | 1 |

## Goleadores

### Por año
| Temporada | Jugador            | Equipo                              | Goles |
| --------- | ------------------ | ----------------------------------- | ----- |
| 1993-94   | Darío Giménez      | Antártida Argentina (San Francisco) | 10    |
| 1994-95   | Ariel Dolso        | Lautaro Roncedo (Alcira Gigena)     | 10    |
| 1995-96   | Leonardo Bomome    | Atlético (Pascanas)                 | 8     |
| 1996-97   | Miguel Cragñolini  | Sportivo (Colonia Tirolesa)         | 11    |
| 1997-98   | Víctor Bazán       | Independiente (Quilino)             | 10    |
| 1998-99   | Rodrigo Liendo     | Acción Juvenil (General Deheza)     | 12    |
| 1999-00   | Juan López         | Talleres (Las Acequias)             | 14    |
| 2001      | Federico Ferrer    | Alumni (Villa María)                | 9     |
| 2002      | Paulo Velasco      | Unión Central (Villa María)         | 9     |
| 2003      | Sebastián Perassi  | Mitre (General Baldissera)          | 11    |
| 2004      | Carlos Brito       | Club Deportivo Moto Kart (Jovita)   | 11    |
| 2005      | Gustavo Ortiz      | Club Deportivo Moto Kart (Jovita)   | 10    |
| 2006      | César Rodríguez    | Leandro N. Alem (Villa Nueva)       | 9     |
| 2007      | Adrián Pucheta     | El Carmen (Monte Cristo)            | 8     |
| 2008      | Gerardo Giordano   | D.yC. Serrano (Serrano)             | 12    |
| 2009      | Martín Erregarrena | Sp. Rivadavia (Aroyo Cabral)        | 10    |
| 2010      | Leonardo Sandrone  | Colón (Aroyo Cabral)                | 13    |
| 2011      | Cristian Fernández | Atlético Ascasubi (Villa Ascasubi)  | 9     |
| 2012      | Lucas Bujedo       | Central (Río Segundo)               | 10    |
| 2012      | Daniel Fonseca     | Jorge Ross (La Carlota              | 10    |
| 2012      | Mauro Fuentes      | Argentino (Villa María)             | 10    |
| 2012      | Gabriel Peral      | Defensores del Oeste (VD)           | 10    |
| 2013      | Martín Dopazo      | Atlético (Adelia María)             | 11    |
| 2014      | Carlos Serial      | Olimpo (Laborde)                    | 15    |
| 2015      | Pablo Perulero     | Barrio Progreso (Mina Clavero)      | 10    |
| 2016      | Daniel Vecchiet    | Colón (Villa del Totoral)           | 11    |
| 2017      | Lucas Palacios     | Bell (Bell Ville)                   | 13    |
| 2018      | Cristian Dopazo    | Independiente (Balnearia)           | 8     |
| 2019      | Ignacio Maldonado  | Jorge Ross (La Carlota)             | 18    |
| 2020/21   | Carlos Serial      | Olimpo (Laborde)                    | 10    |
| 2022      | Federico Depetris  | Atlético (Pascanas)                 | 10    |
| 2023      | Román Martini      | Alumni (Villa María)                | 11    |

### Máximo goleador
Ignacio Maldonado es el máximo goleador en una misma edición, habiendo convertido 18 goles en el año 2019. En el certamen 19 fue el goleador, convirtiendo 18 goles, para así convertirse en el máximo goleador de la historia del Campeonato Provincial de Clubes de Primera División (40 goles). Todos los goles fueron con el Club  Jorge Ross de La Carlota.